# Montlaur (Aveyron)
Pour les articles homonymes, voir Montlaur.
Montlaur est une commune française située dans le département de l'Aveyron, en région Occitanie.

## Géographie

### Localisation
La commune constitue une fraction méridionale du Massif central. Elle se trouve sur la rive gauche du Dourdou de Camarès en plein cœur du Rougier de Camarès.

### Communes limitrophes
Les communes limitrophes sont Belmont-sur-Rance, Camarès, Gissac, Mounes-Prohencoux, Rebourguil et Vabres-l'Abbaye.

### Hydrographie

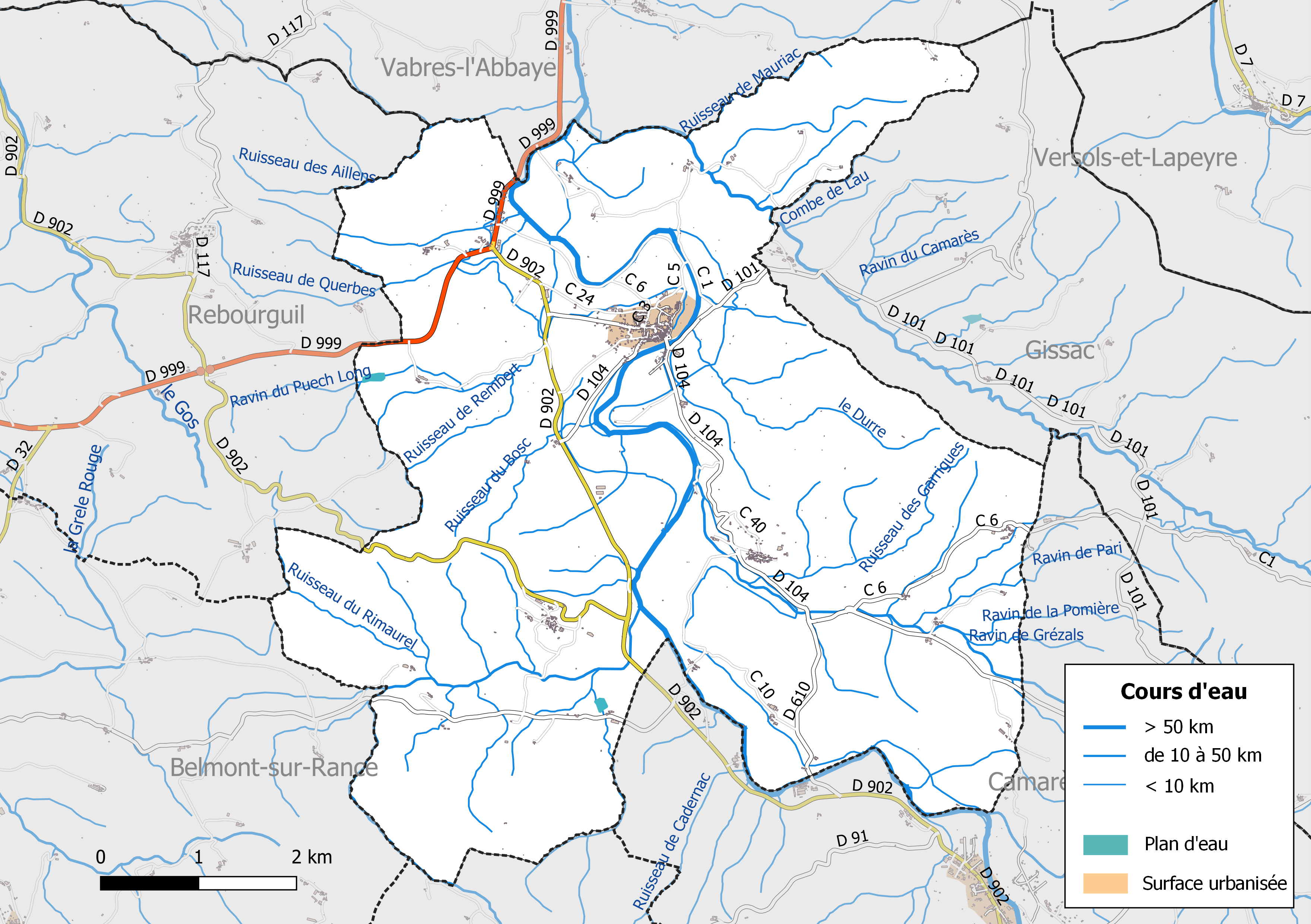
Réseaux hydrographique et routier de Montlaur.

La commune est drainée par le Dourdou de Camarès, le Grauzou, le Riaudou, le ruisseau de Gommaric, le Durre, le ravin de Grézals, le ravin de la Pomière, le ravin de Pari, le ravin du Puech Long, le ruisseau de Combe Cave, le ruisseau de la Gamasse, le ruisseau de Mauriac, le ruisseau de Pestort, par divers petits cours d'eau.
Le Dourdou de Camarès, d'une longueur totale de 86,8 km, prend sa source dans la commune de Murat-sur-Vèbre (81) et se jette  dans le Tarn à Saint-Izaire, après avoir arrosé 13 communes.
Le Grauzou, d'une longueur totale de 14,1 km, prend sa source dans la commune de Gissac et se jette  dans le Dourdou de Camarès à Vabres-l'Abbaye, après avoir arrosé 4 communes.

### Climat
Pour des articles plus généraux, voir Climat de l'Occitanie et Climat de l'Aveyron.
En 2010, le climat de la commune est de type climat du Bassin du Sud-Ouest, selon une étude s'appuyant sur une série de données couvrant la période 1971-2000. En 2020, Météo-France publie une typologie des climats de la France métropolitaine dans laquelle la commune est exposée à un climat de montagne et est dans la région climatique Sud-est du Massif Central, caractérisée par une pluviométrie annuelle de 1 000 à 1 500 mm, minimale en été, maximale en automne.
Pour la période 1971-2000, la température annuelle moyenne est de 12,6 °C, avec une amplitude thermique annuelle de 16 °C. Le cumul annuel moyen de précipitations est de 897 mm, avec 10,9 jours de précipitations en janvier et 4,9 jours en juillet. Pour la période 1991-2020, la température moyenne annuelle observée sur la station météorologique installée sur la commune est de 12,5 °C et le cumul annuel moyen de précipitations est de 705,4 mm,. Pour l'avenir, les paramètres climatiques de la commune estimés pour 2050 selon différents scénarios d'émission de gaz à effet de serre sont consultables sur un site dédié publié par Météo-France en novembre 2022.
| Mois                                  | jan.           | fév.           | mars           | avril         | mai           | juin        | jui.          | août          | sep.         | oct.          | nov.          | déc.           | année      |
| ------------------------------------- | -------------- | -------------- | -------------- | ------------- | ------------- | ----------- | ------------- | ------------- | ------------ | ------------- | ------------- | -------------- | ---------- |
| Température minimale moyenne (°C)     | 1,2            | 0,4            | 2,6            | 5,5           | 8,6           | 12,6        | 14,4          | 14            | 11,1         | 9,1           | 5,2           | 1,7            | 7,2        |
| Température moyenne (°C)              | 4,6            | 4,9            | 8              | 11,2          | 14,6          | 19,2        | 21,4          | 21,1          | 17,5         | 13,8          | 8,9           | 5,3            | 12,5       |
| Température maximale moyenne (°C)     | 8,1            | 9,4            | 13,3           | 16,8          | 20,5          | 25,9        | 28,4          | 28,1          | 23,9         | 18,6          | 12,6          | 8,9            | 17,9       |
| Record de froid (°C) date du record   | −11,4 18.01.13 | −11,3 27.02.18 | −13,3 01.03.05 | −6,5 08.04.21 | −1,6 07.05.19 | 3 03.06.06  | 7,2 16.07.16  | 5,4 31.08.10  | 1,4 20.09.10 | −4,2 30.10.12 | −9,4 18.11.07 | −10,6 21.12.09 | −13,3 2005 |
| Record de chaleur (°C) date du record | 16,5 13.01.04  | 23,3 26.02.19  | 25,5 20.03.05  | 29,9 29.04.05 | 32,7 22.05.22 | 39 21.06.03 | 38,5 18.07.23 | 41,2 23.08.23 | 36 04.09.05  | 32 01.10.23   | 23,8 06.11.15 | 19,5 08.12.10  | 41,2 2023  |
| Précipitations (mm)                   | 73,5           | 47,9           | 57             | 72,2          | 67,7          | 47,2        | 40,1          | 47,3          | 49,9         | 71            | 69,8          | 61,8           | 705,4      |

### Milieux naturels et biodiversité

#### Espaces protégés
La protection réglementaire est le mode d’intervention le plus fort pour préserver des espaces naturels remarquables et leur biodiversité associée.
Dans ce cadre, la commune fait partie d'un espace protégé, le Parc naturel régional des Grands Causses, créé en 1995, d'une superficie de 327 937 ha, et s'étendant sur 97 communes. Ce territoire rural habité, reconnu au niveau national pour sa forte valeur patrimoniale et paysagère, s’organise autour d’un projet concerté de développement durable, fondé sur la protection et la valorisation de son patrimoine,,.

#### Zones naturelles d'intérêt écologique, faunistique et floristique
L’inventaire des zones naturelles d'intérêt écologique, faunistique et floristique (ZNIEFF) a pour objectif de réaliser une couverture des zones les plus intéressantes sur le plan écologique, essentiellement dans la perspective d’améliorer la connaissance du patrimoine naturel national et de fournir aux différents décideurs un outil d’aide à la prise en compte de l’environnement dans l’aménagement du territoire.
Le territoire communal de Montlaur comprend quatre ZNIEFF de type 1, : 
- les « Ravins autour de Campalviès » (920,3 ha), couvrant 3 communes du département[14]
- le « Rougier de la Vigne vieille » (25,1 ha), couvrant 2 communes du département[15] ;
- le « Rougier du camp de la Lèbre » (7,4 ha), couvrant 2 communes du département[16] ;
- les « Rougiers de Verrières » (1 437 ha), couvrant 4 communes du département[17].

et une ZNIEFF de type 2,, 
le « Rougier de Camarès » (56 714 ha), qui s'étend sur 33 communes dont 32 dans l'Aveyron et 1 dans l'Hérault.

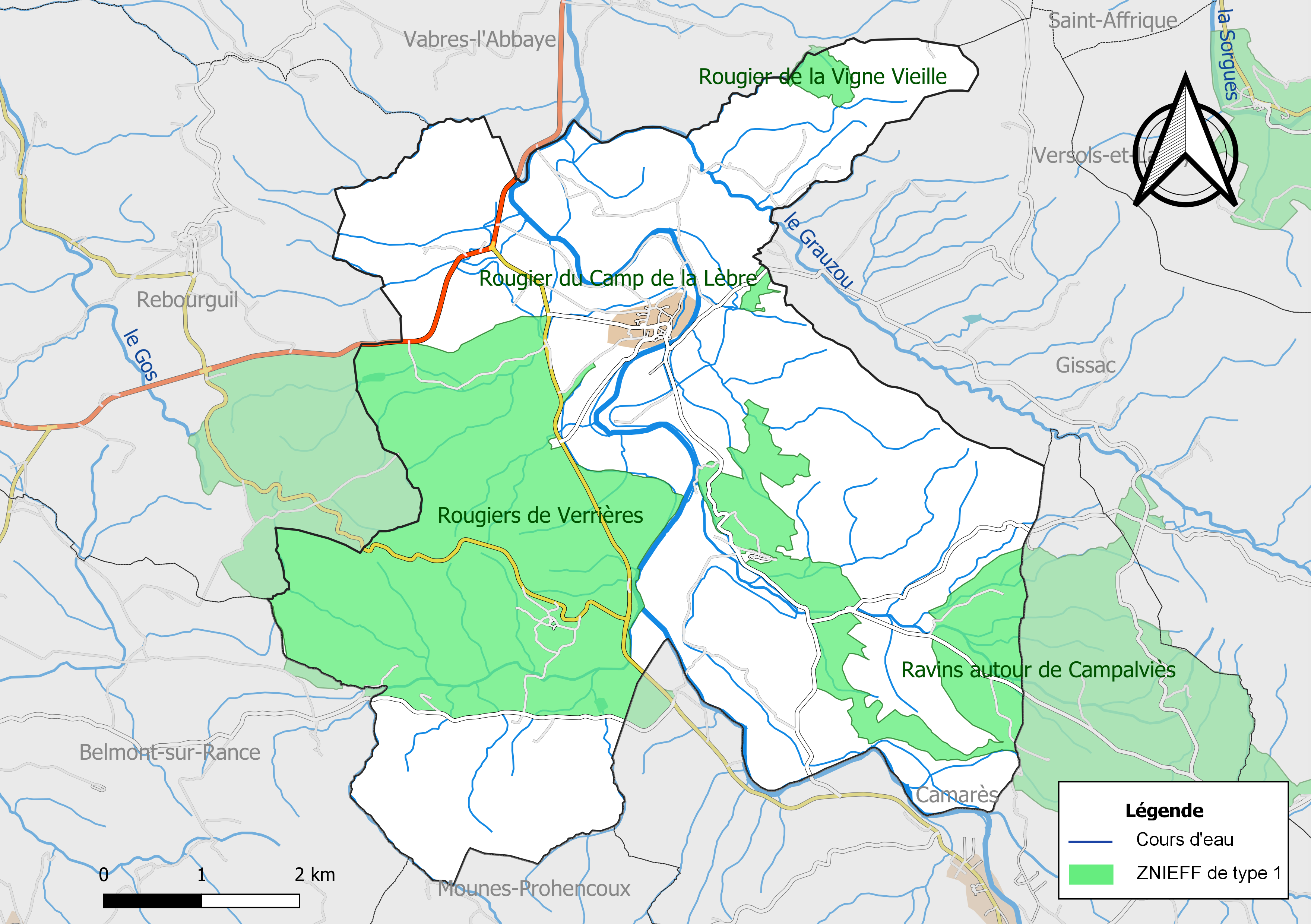
Carte des ZNIEFF de type 1 de la commune.
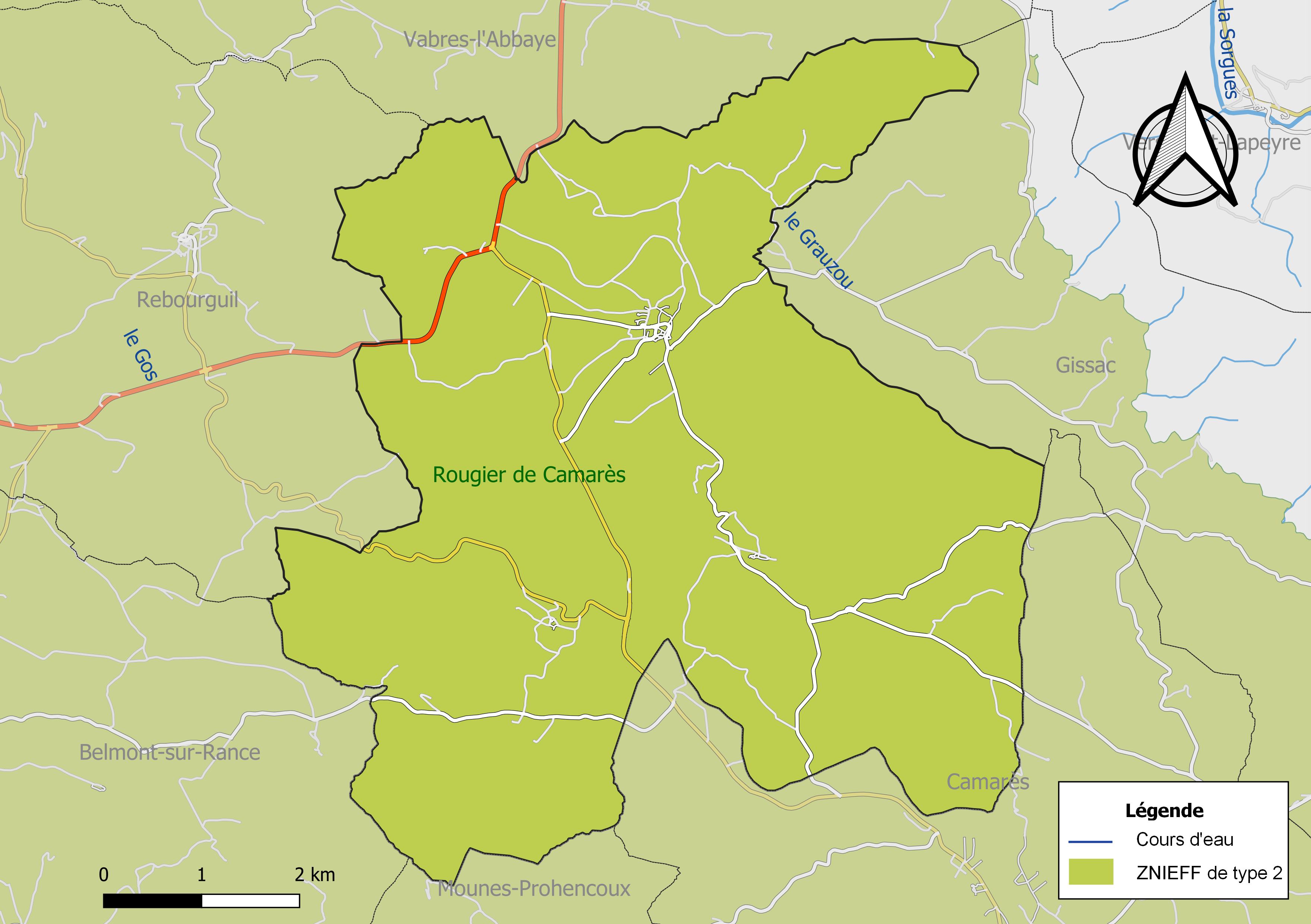
Carte de la ZNIEFF de type 2 de la commune.

## Urbanisme

### Typologie
Au 1er janvier 2024, Montlaur est catégorisée commune rurale à habitat dispersé, selon la nouvelle grille communale de densité à 7 niveaux définie par l'Insee en 2022.
Elle est située hors unité urbaine. Par ailleurs la commune fait partie de l'aire d'attraction de Saint-Affrique, dont elle est une commune de la couronne,. Cette aire, qui regroupe 16 communes, est catégorisée dans les aires de moins de 50 000 habitants,.

### Occupation des sols

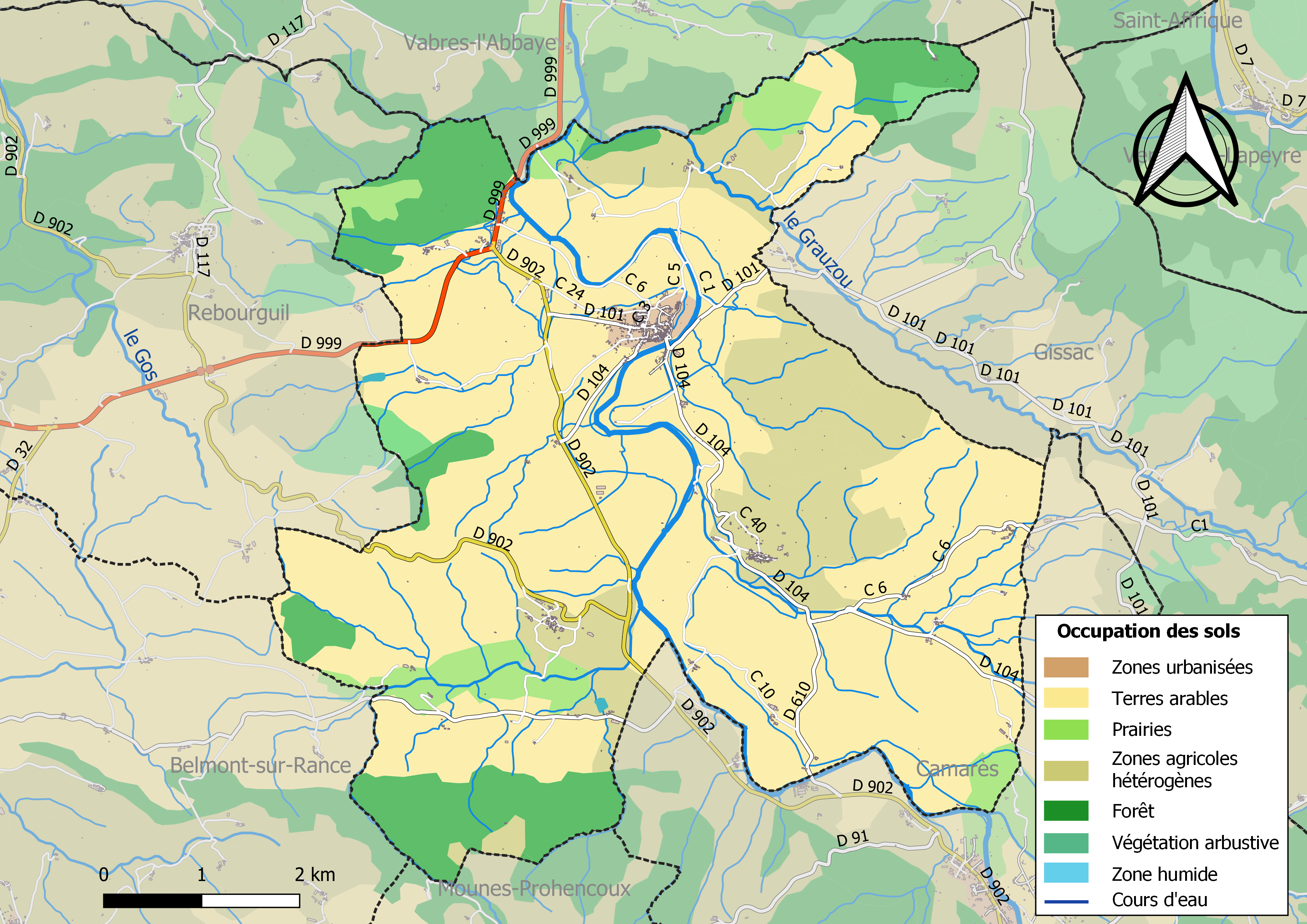
Infrastructures et occupation des sols de la commune de Montlaur.

L'occupation des sols de la commune, telle qu'elle ressort de la base de données européenne d’occupation biophysique des sols Corine Land Cover (CLC), est marquée par l'importance des territoires agricoles (86 % en 2018), en diminution par rapport à 1990 (87 %). La répartition détaillée en 2018 est la suivante : 
terres arables (64,6 %), zones agricoles hétérogènes (16,4 %), forêts (11,8 %), prairies (4,9 %), milieux à végétation arbustive et/ou herbacée (1,3 %), zones urbanisées (0,9 %).

### Planification
La loi SRU du 13 décembre 2000 a incité fortement les communes à se regrouper au sein d’un établissement public, pour déterminer les partis d’aménagement de l’espace au sein d’un SCoT, un document essentiel d’orientation stratégique des politiques publiques à une grande échelle. La commune est dans le territoire du SCoT du Parc naturel régional des Grands Causses, approuvé le vendredi 7 juillet 2017 par le comité syndical et mis à l’enquête publique en décembre 2019. La structure porteuse est le Pôle d'équilibre territorial et rural du PNR des Grands Causses, qui associe huit communautés de communes, notamment la communauté de communes Monts, Rance et Rougier, dont la commune est membre.
La commune disposait en 2017 d'une carte communale approuvée et un plan local d'urbanisme était en élaboration.

### Risques majeurs
Le territoire de la commune de Montlaur est vulnérable à différents aléas naturels : inondations, climatiques (hiver exceptionnel ou canicule), feux de forêts et séisme (sismicité très faible).
Il est également exposé à un risque technologique, le transport de matières dangereuses, et à deux risques particuliers, les risques radon et minier,.

#### Risques naturels

Zones inondables de la commune de Montlaur.

Certaines parties du territoire communal sont susceptibles d’être affectées par le risque d’inondation par débordement du Dourdou de Camarès. Les dernières grandes crues historiques, ayant touché plusieurs parties du département, remontent aux 3 et 4 décembre 2003 (dans le bassin du Lot, de l'Aveyron, du Viaur et du Tarn) et au 28 novembre 2014 (bassins de la Sorgues et du Dourdou). Ce risque est pris en compte dans l'aménagement du territoire de la commune par le biais du Plan de prévention du risque inondation (PPRI) du bassin du « Dourdou de Camarès amont», approuvé le 6 décembre 2012.
Le Plan départemental de protection des forêts contre les incendies découpe le département de l’Aveyron en sept « bassins de risque » et définit une sensibilité des communes à l’aléa feux de forêt (de faible à très forte). La commune est classée en sensibilité forte.

#### Risques technologiques
Le risque de transport de matières dangereuses sur la commune est lié à sa traversée par une route à fort trafic. Un accident se produisant sur une telle infrastructure est en effet susceptible d’avoir des effets graves au bâti ou aux personnes jusqu’à 350 m, selon la nature du matériau transporté. Des dispositions d’urbanisme peuvent être préconisées en conséquence.

#### Risques particuliers
La commune est concernée par le risque minier, principalement lié à l’évolution des cavités souterraines laissées à l’abandon et sans entretien après l’exploitation des mines.
Dans plusieurs parties du territoire national, le radon, accumulé dans certains logements ou autres locaux, peut constituer une source significative d’exposition de la population aux rayonnements ionisants. Toutes les communes du département sont concernées par le risque radon à un niveau plus ou moins élevé. Selon le dossier départemental des risques majeurs du département établi en 2013, la commune de Montlaur est classée à risque moyen à élevé. Un décret du 4 juin 2018 a modifié la terminologie du zonage définie dans le code de la santé publique et a été complété par un arrêté du 27 juin 2018 portant délimitation des zones à potentiel radon du territoire français. La commune est désormais en zone 3, à savoir zone à potentiel radon significatif.

## Histoire

### Moyen Âge
En janvier 1369, un des lieutenants du roi de France, le comte de Vendôme, s’empare de Roquecésière et pénètre dans le Camarès. Pour l’en chasser, huit mois après, le sénéchal anglais Thomas de Wetehale vient lui offrir le combat. Les troupes se rencontrèrent dans les plaines de Montlaur. Les Anglais furent taillés en pièces. Le sénéchal anglais tomba grièvement blessé. Transporté au château de Montlaur, il y mourut et fut enseveli dans l’église (septembre 1369).

### Époque contemporaine

#### Le canal de Montlaur
1868 – 2008 : durant les cent quarante années de cette longue période, le canal de Montlaur n’a cessé de mettre à la disposition des sociétaires, agriculteurs ou jardiniers, l’eau nécessaire à leurs cultures notamment durant les périodes de canicule.
La gestation conduit à l’aboutissement d’une longue confrontation entre Hyppolite Barascud, figure politique du Saint-Affricain, grand initiateur des projets d’irrigation dans la région, encore surnommé « le buveur d’eau » et les agriculteurs regroupés autour des édiles municipaux, rapidement fédérés en association. La rivière Dourdou dans laquelle est prélevée l’eau du canal traverse et sépare la plaine de Montlaur en deux parties géographiquement décalées. La plaine rive droite débute en amont par rapport à celle de la rive gauche où est situé le village.
Il fut d’abord question d’équiper la rive gauche pour laquelle H. Barascud obtint le droit d’eau. Les agriculteurs, soupçonnant le côté mercantile de ce projet se concertèrent pour éviter d’être grugés pendant que les propriétaires de la rive droite (souvent les mêmes) envisageaient l’irrigation de cette rive. Après de nombreux tâtonnements, l’idée germa de regrouper les deux projets. C’est ainsi qu’il fut décidé de ne créer qu’une seule prise en rivière prolongée par un canal rive droite formant tronc commun jusqu’au droit du village où il se subdiviserait en deux branches, une se poursuivant rive droite, l’autre destinée à la rive gauche après avoir franchi la rivière. Voilà l’obstacle, comment traverser ? Trois options se présentaient :
1. Créer un siphon dans la rivière, solution relativement peu onéreuse mais très difficile à faire fonctionner dans le temps à cause des obstructions fréquentes inévitables; elle fut aussitôt abandonnée.
2. Construire un aqueduc comme il y en existe de nombreux sur le parcours, il aurait été seulement plus important mais présentait une certaine fragilité au regard des crues de la rivière ; la solution ne fut pas retenue.
3. Créer un pont canal.

À l’époque, il n’y avait, pour franchir le Dourdou, que les ponts de Camarès et de Vabres. À Montlaur, on traversait à gué ou en empruntant une passerelle piétonne qui avait la fâcheuse manie d’être emportée par les crues ! Le surcoût de l’ouvrage donna à réfléchir. Mais disposer d’un pont charretier utilisable par tous temps présentait de tels avantages que cette solution emporta l’adhésion d’autant que la municipalité décida de participer à l’investissement en aliénant la quasi-totalité des terrains communaux afin que l’ensemble des usagers puisse emprunter le pont sans avoir à acquitter de droit de péage.
Donc, les tractations avec H. Barascud débutèrent en 1863 et se poursuivirent jusqu’à la création, le 7 novembre 1865, du syndicat unique regroupant rive droite et rive gauche dont l’objet était de créer le canal d’irrigation des plaines de Montlaur et d’en assurer le fonctionnement. Enfin, le 1er juillet 1868, conformément à la loi du 21 juin 1865, le Préfet de l’Aveyron approuva le premier décret portant création de l’Association Syndicale Autorisée (ASA) canal de Montlaur ayant pour but « d’assurer l’exécution, l’entretien et la conservation des canaux d’arrosage entrepris ou à entreprendre sur les deux rives de la rivière. »
Les travaux débutèrent fin 1865 par la création de la prise en rivière au lieudit Moulin Vieux et le creusement du canal rive droite. La construction du pont long de 74,80 m comportant 5 arches en anse de panier, incluant le passage du canal débuta le 8 juin 1867 et la dernière clé de voute fut posée en septembre 1868 pour une mise en service à la fin de cette même année. À peine 18 mois ont été nécessaires pour créer ce bel ouvrage en pierres de taille de grès rose provenant de carrières locales, à la facture particulièrement soignée.
Le canal commença à fonctionner dans sa totalité à partir de la campagne d’arrosage 1869 et l’arrêté de réception définitif, marquant son existence légale, fut approuvé le 14 mai 1870 par le préfet de l’Aveyron. Rive droite, le canal se termine au rocher des Cadenettes et rive gauche au Moulin Neuf. La longueur du tronc commun est de 2,430 km, celle de la rive droite 2,520 km et celle de la rive gauche 5,410 km soit un total de 10,360 km. Hormis une faible subvention de l’État et la participation de la commune représentant à peine dix pour cent de l’investissement total, le financement fut entièrement supporté par les sociétaires qui, pour certains, durent lourdement s’endetter. La totalité des emprunts contractés auprès d’une trentaine de prêteurs privés de la région fut remboursée en 1875. Par contre, le prix des terres arrosables se trouva immédiatement multiplié par deux ou trois… et leur utilisation s’adapta pour tenir compte de la nouvelle assurance anti-sècheresse. Outre l’intensification des cultures vivrières, l’irrigation permit la création de prairies artificielles et la constitution d’importants stockages de nourriture pour les troupeaux d’ovins d’où la répercussion sur la production de Roquefort et des ressources correspondantes.
Depuis sa mise en service, l’exploitation du canal se poursuit sur les bases définies par l’arrêté de constitution de l’ASA de 1868. Bien que les méthodes de culture et d’irrigation aient évolué avec la mécanisation apparue après la Seconde Guerre mondiale entraînant une nette diminution de la quantité d’eau consommée, son utilité ne se dément pas notamment pour les jardiniers qui en bénéficient largement. C’est ainsi qu’une assemblée de syndics, élus et renouvelés annuellement par tiers lors de l’assemblée annuelle des propriétaires, gère et assure l’entretien des installations afin que le service de l’eau soit assuré dans de bonnes conditions. Soucieux de limiter le montant des cotisations annuelles à la stricte nécessité il a été décidé, depuis une dizaine d’années, de faire appel au bénévolat pour procéder aux opérations annuelles de curage et, chaque printemps, une trentaine de volontaires s’emploie à cette tache.
Malgré cela, quelques opérations sortant de ce cadre ont nécessité, au début des années 2000, l’établissement d’un projet conséquent de réparation et de réhabilitation d’ouvrages tout au long du parcours. Pour ce faire, l’ASA a sollicité et obtenu à hauteur de 75 % le concours financier de différents organismes intéressés à la conservation du patrimoine, le solde restant à la charge des sociétaires. Les travaux sont à ce jour entièrement exécutés.

#### Divers
- Annexion de Briols.
- 2011 : réouverture au grand public de l'Église de Briols, fermé depuis 1996 (environ 15 ans).
- En 2012, le maire, Francis Castan, reçoit une Marianne d'or[36] pour son action en faveur de l'école du village.

## Politique et administration

### Découpage territorial
La commune de Montlaur est membre de la communauté de communes Monts, Rance et Rougier, un établissement public de coopération intercommunale (EPCI) à fiscalité propre créé le 1er janvier 2017 dont le siège est à Belmont-sur-Rance. Ce dernier est par ailleurs membre d'autres groupements intercommunaux.
Sur le plan administratif, elle est rattachée à l'arrondissement de Millau, au département de l'Aveyron et à la région Occitanie. Sur le plan électoral, elle dépend du  canton des Causses-Rougiers pour l'élection des conseillers départementaux, depuis le redécoupage cantonal de 2014 entré en vigueur en 2015, et de la troisième circonscription de l'Aveyron  pour les élections législatives, depuis le dernier découpage électoral de 2010.

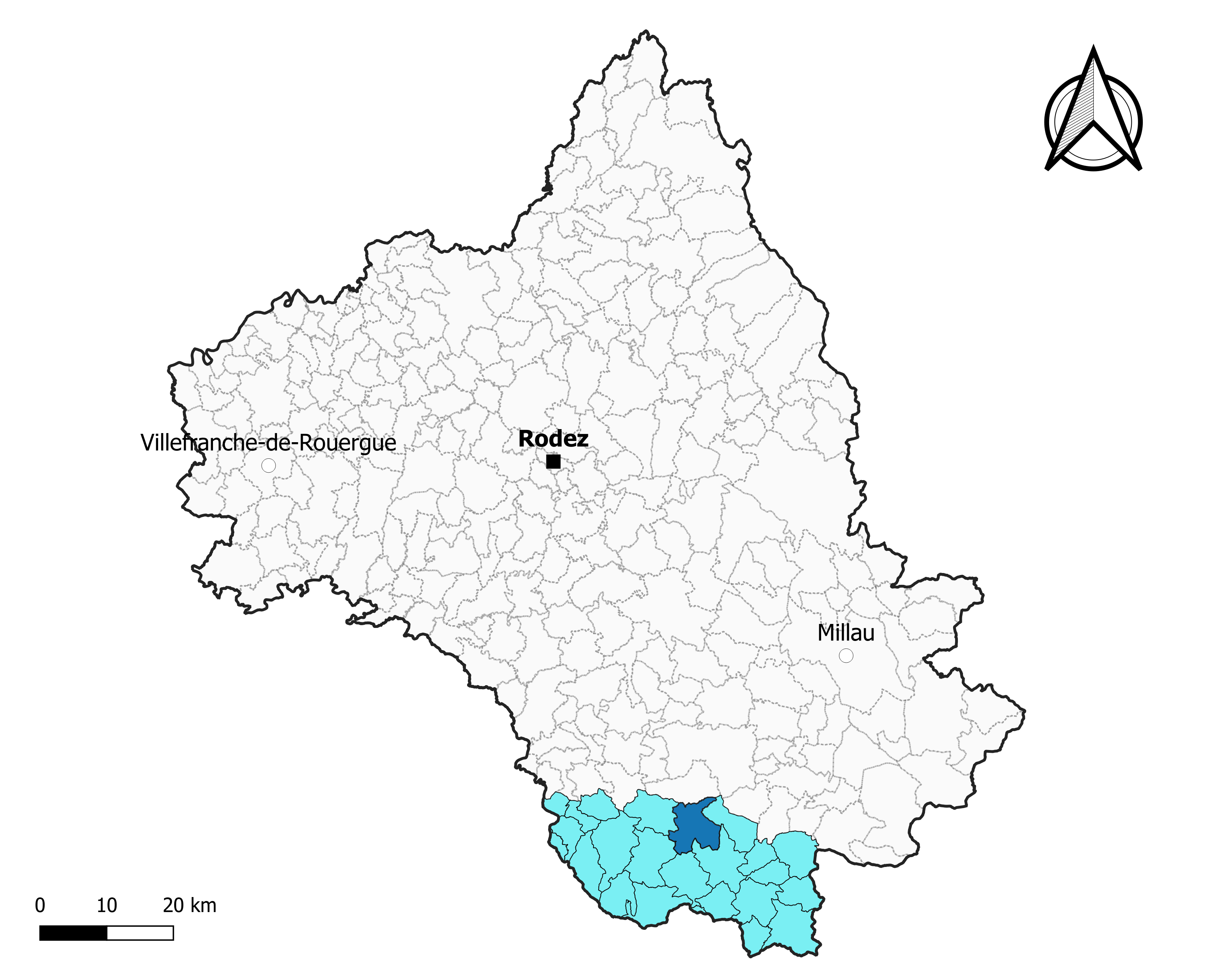
Montlaur dans l'intercommunalité en 2020.
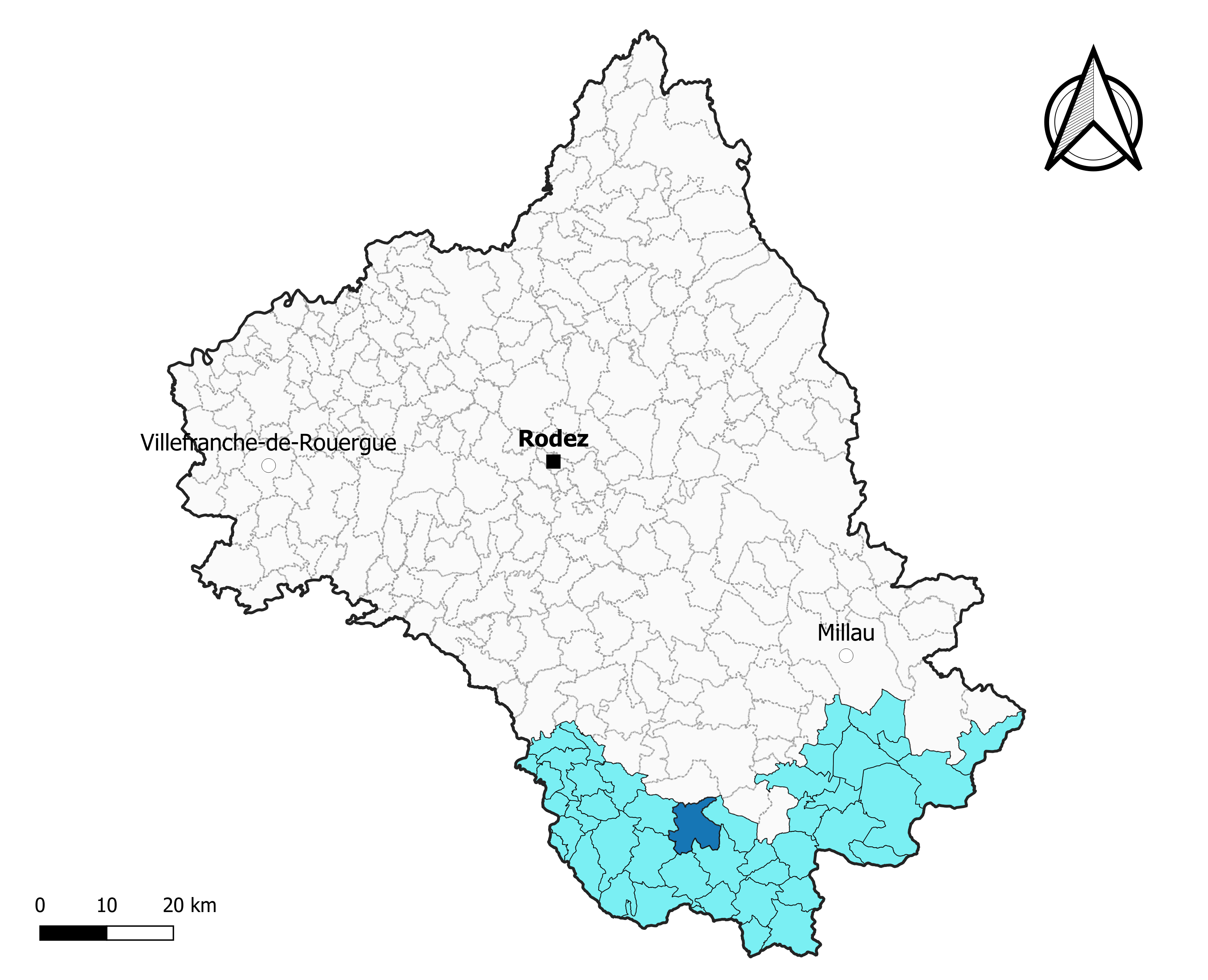
Montlaur dans le canton des Causses-Rougiers en 2020.
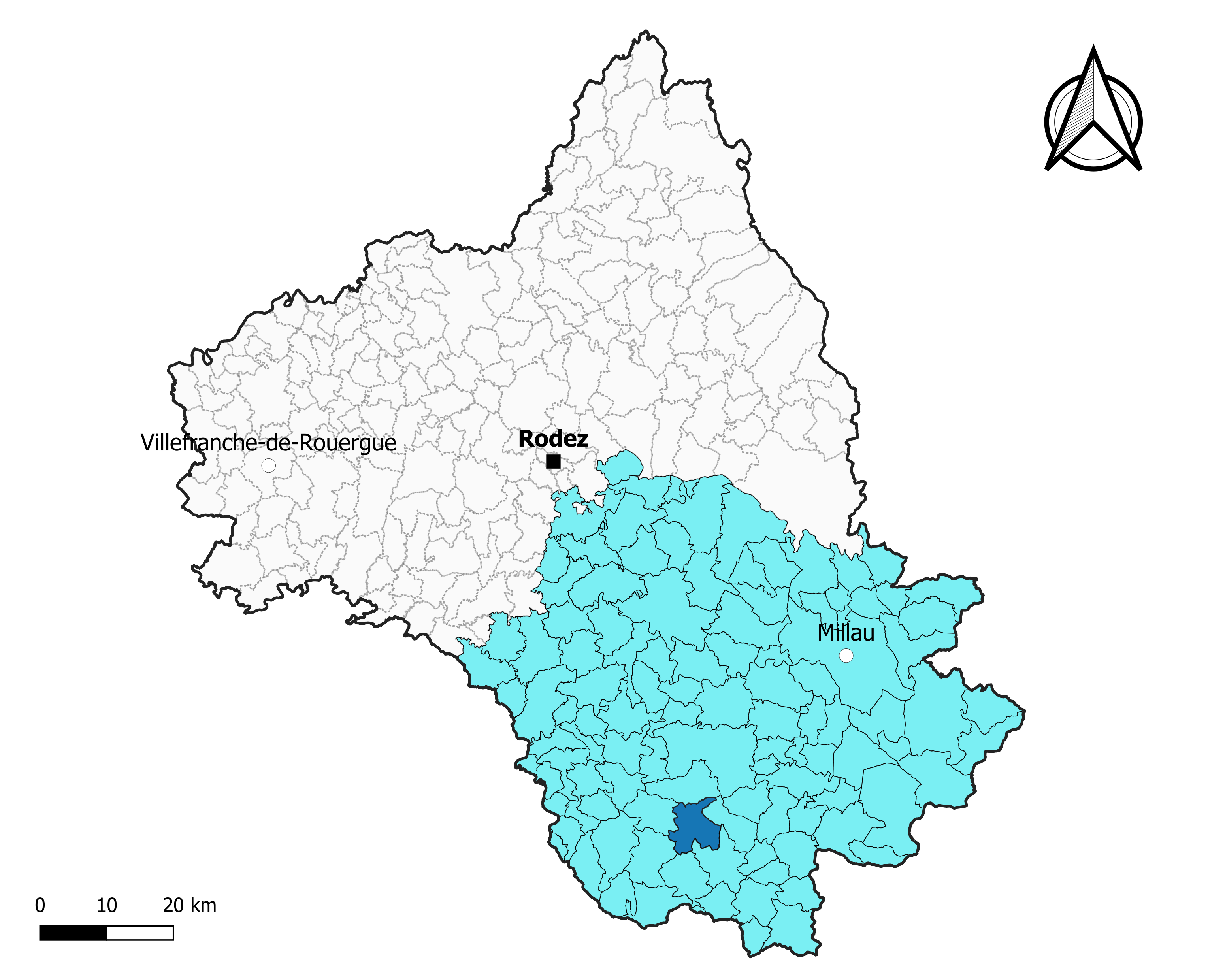
Montlaur dans l'arrondissement de Millau en 2020.

### Élections municipales et communautaires

#### Élections de 2020
Le conseil municipal de Montlaur, commune de moins de 1 000 habitants, est élu au scrutin majoritaire plurinominal à deux tours avec candidatures isolées ou groupées et possibilité de panachage. Compte tenu de la population communale, le nombre de sièges à pourvoir lors des élections municipales de 2020 est de 15. Sur les trente candidats en lice, quinze sont élus dès le premier tour, le 15 mars 2020, correspondant à la totalité des sièges à pourvoir, avec un taux de participation de 48,05 %.
Patrick Rivemale, maire sortant, est réélu pour un nouveau mandat le 25 mai 2020.
Dans les communes de moins de 1 000 habitants, les conseillers communautaires sont désignés parmi les conseillers municipaux élus en suivant l’ordre du tableau (maire, adjoints puis conseillers municipaux) et dans la limite du nombre de sièges attribués à la commune au sein du conseil communautaire. Trois sièges sont attribués à la commune au sein de la communauté de communes Monts, Rance et Rougier.

#### Liste des maires
| Période                                  | Période  | Identité          | Étiquette | Qualité                       |
| ---------------------------------------- | -------- | ----------------- | --------- | ----------------------------- |
| avant 1995                               | 1995     | Paul Vergely      |           |                               |
| 1995                                     | 2014     | Francis Castan    |           | Chargé de mission             |
| mars 2014                                | en cours | Patrick Rivemale, |           | Ancien agriculteur exploitant |
| Les données manquantes sont à compléter. |          |                   |           |                               |

## Démographie
L'évolution du nombre d'habitants est connue à travers les recensements de la population effectués dans la commune depuis 1793. Pour les communes de moins de 10 000 habitants, une enquête de recensement portant sur toute la population est réalisée tous les cinq ans, les populations de référence des années intermédiaires étant quant à elles estimées par interpolation ou extrapolation. Pour la commune, le premier recensement exhaustif entrant dans le cadre du nouveau dispositif a été réalisé en 2006.

En 2022, la commune comptait 660 habitants, en évolution de +5,1 % par rapport à 2016 (Aveyron : +0,37 %, France hors Mayotte : +2,11 %).
| 1793 | 1800 | 1821  | 1831  | 1836 | 1841 | 1846 | 1851 | 1856 |
| ---- | ---- | ----- | ----- | ---- | ---- | ---- | ---- | ---- |
| 375  | 347  | 1 420 | 1 324 | 793  | 749  | 857  | 882  | 829  |

| 1861 | 1866 | 1872 | 1876 | 1881  | 1886  | 1891  | 1896  | 1901  |
| ---- | ---- | ---- | ---- | ----- | ----- | ----- | ----- | ----- |
| 870  | 913  | 911  | 960  | 1 074 | 1 085 | 1 082 | 1 056 | 1 014 |

| 1906  | 1911  | 1921 | 1926 | 1931 | 1936 | 1946 | 1954 | 1962 |
| ----- | ----- | ---- | ---- | ---- | ---- | ---- | ---- | ---- |
| 1 015 | 1 022 | 919  | 878  | 846  | 799  | 764  | 753  | 761  |

| 1968 | 1975 | 1982 | 1990 | 1999 | 2006 | 2011 | 2016 | 2021 |
| ---- | ---- | ---- | ---- | ---- | ---- | ---- | ---- | ---- |
| 657  | 608  | 557  | 556  | 581  | 667  | 636  | 628  | 646  |

| 2022 | - | - | - | - | - | - | - | - |
| ---- | - | - | - | - | - | - | - | - |
| 660  | - | - | - | - | - | - | - | - |

## Économie

### Revenus
En 2018  (données Insee publiées en septembre 2021), la commune compte 306 ménages fiscaux, regroupant 660 personnes. La médiane du revenu disponible par unité de consommation est de 20 260 € (20 640 € dans le département).

### Emploi
| Division       | 2008  | 2013  | 2018  |
| -------------- | ----- | ----- | ----- |
| Commune        | 5,7 % | 3,6 % | 8,3 % |
| Département    | 5,4 % | 7,1 % | 7,1 % |
| France entière | 8,3 % | 10 %  | 10 %  |

En 2018, la population âgée de 15 à 64 ans s'élève à 390 personnes, parmi lesquelles on compte 76,1 % d'actifs (67,8 % ayant un emploi et 8,3 % de chômeurs) et 23,9 % d'inactifs,. Depuis 2008, le taux de chômage communal (au sens du recensement) des 15-64 ans est supérieur à celui du département, mais inférieur à celui de la France.
La commune fait partie de la couronne de l'aire d'attraction de Saint-Affrique, du fait qu'au moins 15 % des actifs travaillent dans le pôle,. Elle compte 209 emplois en 2018, contre 240 en 2013 et 236 en 2008. Le nombre d'actifs ayant un emploi résidant dans la commune est de 267, soit un indicateur de concentration d'emploi de 78 % et un taux d'activité parmi les 15 ans ou plus de 56,4 %.
Sur ces 267 actifs de 15 ans ou plus ayant un emploi, 104 travaillent dans la commune, soit 39 % des habitants. Pour se rendre au travail, 76,6 % des habitants utilisent un véhicule personnel ou de fonction à quatre roues, 0,4 % les transports en commun, 10,9 % s'y rendent en deux-roues, à vélo ou à pied et 12 % n'ont pas besoin de transport (travail au domicile).

### Activités hors agriculture

#### Secteurs d'activités
105 établissements sont implantés  à Montlaur au 31 décembre 2019. Le tableau ci-dessous en détaille le nombre par secteur d'activité et compare les ratios avec ceux du département,.
| Secteur d'activité                                                                                        | Commune | Commune | Département |
| Secteur d'activité                                                                                        | Nombre  | %       | %           |
| --- | ------- | ------- | ----------- |
| Ensemble                                                                                                  | 105     | 100 %   | (100 %)     |
| Industrie manufacturière, industries extractives et autres                                                | 28      | 26,7 %  | (17,7 %)    |
| Construction                                                                                              | 15      | 14,3 %  | (13 %)      |
| Commerce de gros et de détail, transports, hébergement et restauration                                    | 21      | 20 %    | (27,5 %)    |
| Information et communication                                                                              | 2       | 1,9 %   | (1,5 %)     |
| Activités financières et d'assurance                                                                      | 1       | 1 %     | (3,4 %)     |
| Activités immobilières                                                                                    | 5       | 4,8 %   | (4,2 %)     |
| Activités spécialisées, scientifiques et techniques et activités de services administratifs et de soutien | 14      | 13,3 %  | (12,4 %)    |
| Administration publique, enseignement, santé humaine et action sociale                                    | 7       | 6,7 %   | (12,7 %)    |
| Autres activités de services                                                                              | 12      | 11,4 %  | (7,8 %)     |

Le secteur de l'industrie manufacturière, des industries extractives et autres est prépondérant sur la commune puisqu'il représente 26,7 % du nombre total d'établissements de la commune (28 sur les 105 entreprises implantées  à Montlaur), contre 17,7 % au niveau départemental.

#### Entreprises
Les trois entreprises ayant leur siège social sur le territoire communal qui génèrent le plus de chiffre d'affaires en 2020 sont : 
- SARL Cauquil Et Fils, commerce de gros (commerce interentreprises) de matériel agricole (5 054 k€)
- Vieu Holding, activités des sociétés holding (389 k€)
- Le Hameau Des Genets, hébergement touristique et autre hébergement de courte durée (177 k€)

### Agriculture
La commune est dans les Monts de Lacaune, une petite région agricole occupant le sud du département de l'Aveyron. En 2020, l'orientation technico-économique de l'agriculture  sur la commune est l'élevage d'ovins ou de caprins.
|               | 1988  | 2000  | 2010  | 2020  |
| ------------- | ----- | ----- | ----- | ----- |
| Exploitations | 44    | 30    | 27    | 25    |
| SAU (ha)      | 2 406 | 2 348 | 2 398 | 2 330 |

Le nombre d'exploitations agricoles en activité et ayant leur siège dans la commune est passé de 44 lors du recensement agricole de 1988  à 30 en 2000 puis à 27 en 2010 et enfin à 25 en 2020, soit une baisse de 43 % en 32 ans. Le même mouvement est observé à l'échelle du département qui a perdu pendant cette période 51 % de ses exploitations,. La surface agricole utilisée sur la commune a également diminué de 2 406 ha en 1988 à 2 330 ha en 2020. Parallèlement la surface agricole utilisée moyenne par exploitation a augmenté, passant de 55 à 93 ha.

## Culture et festivités
Des expositions sont régulièrement présentes au foyer Magali. 
Des concours de pétanque sont organisés régulièrement. 
La fête du village se déroule l'été et des soirées sont aussi organisées à Briols. 

Depuis 2024, l'association artscène propose l'été le festival la clé des champs, sur deux jours, mêlant concerts et art de rue dans plusieurs lieux du village.  

## Culture locale et patrimoine

### Lieux et monuments
- Église paroissiale Saint-Martin.
- Église Saint-André de Briols.
- Ancienne église de Montlaur.
- Statues-menhirs du Mas d'Azaïs et de Saumecourte : des copies ont été installées sur les sites de découverte.
- Vallon du Rougier.

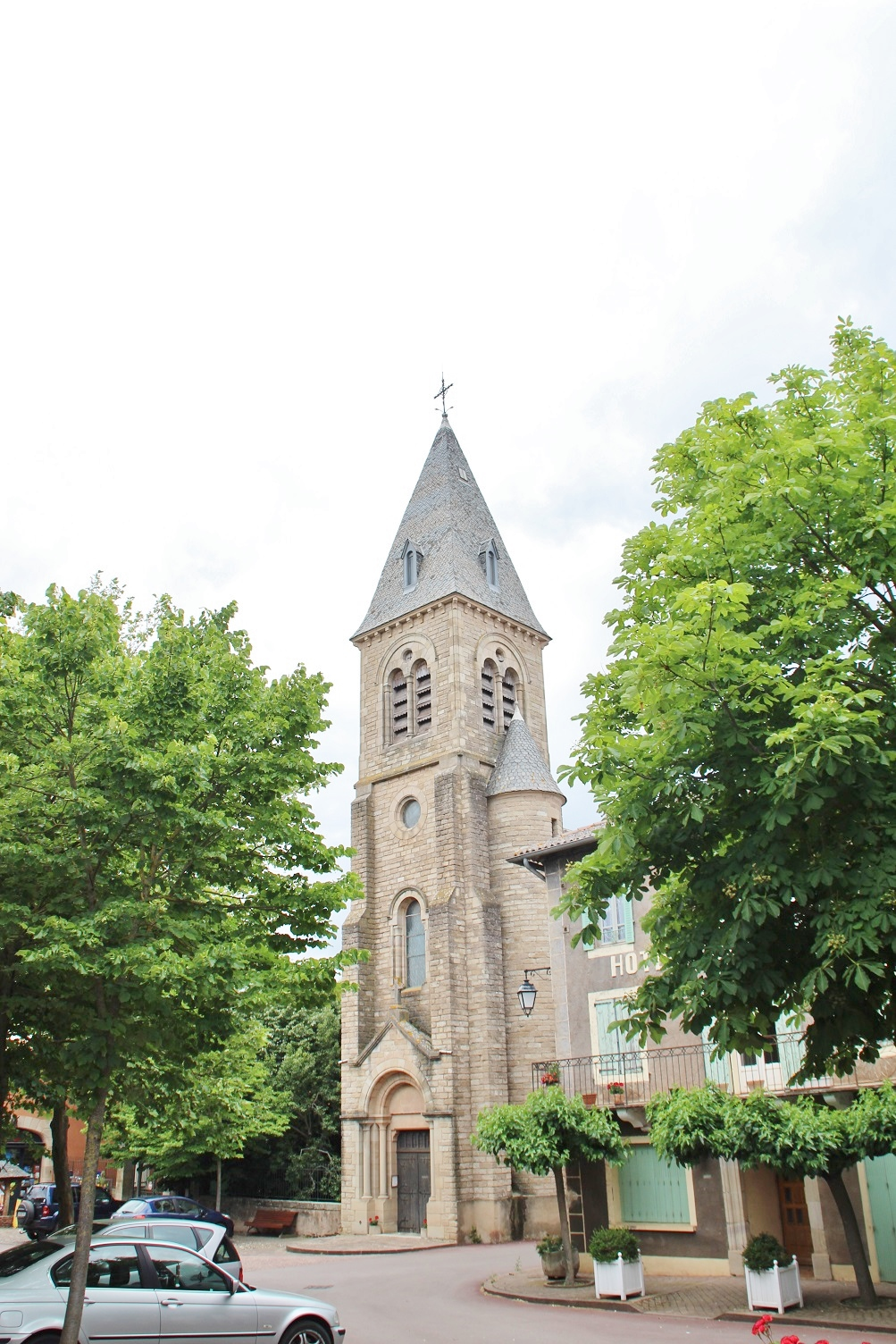
Église Saint-Martin de Montlaur.
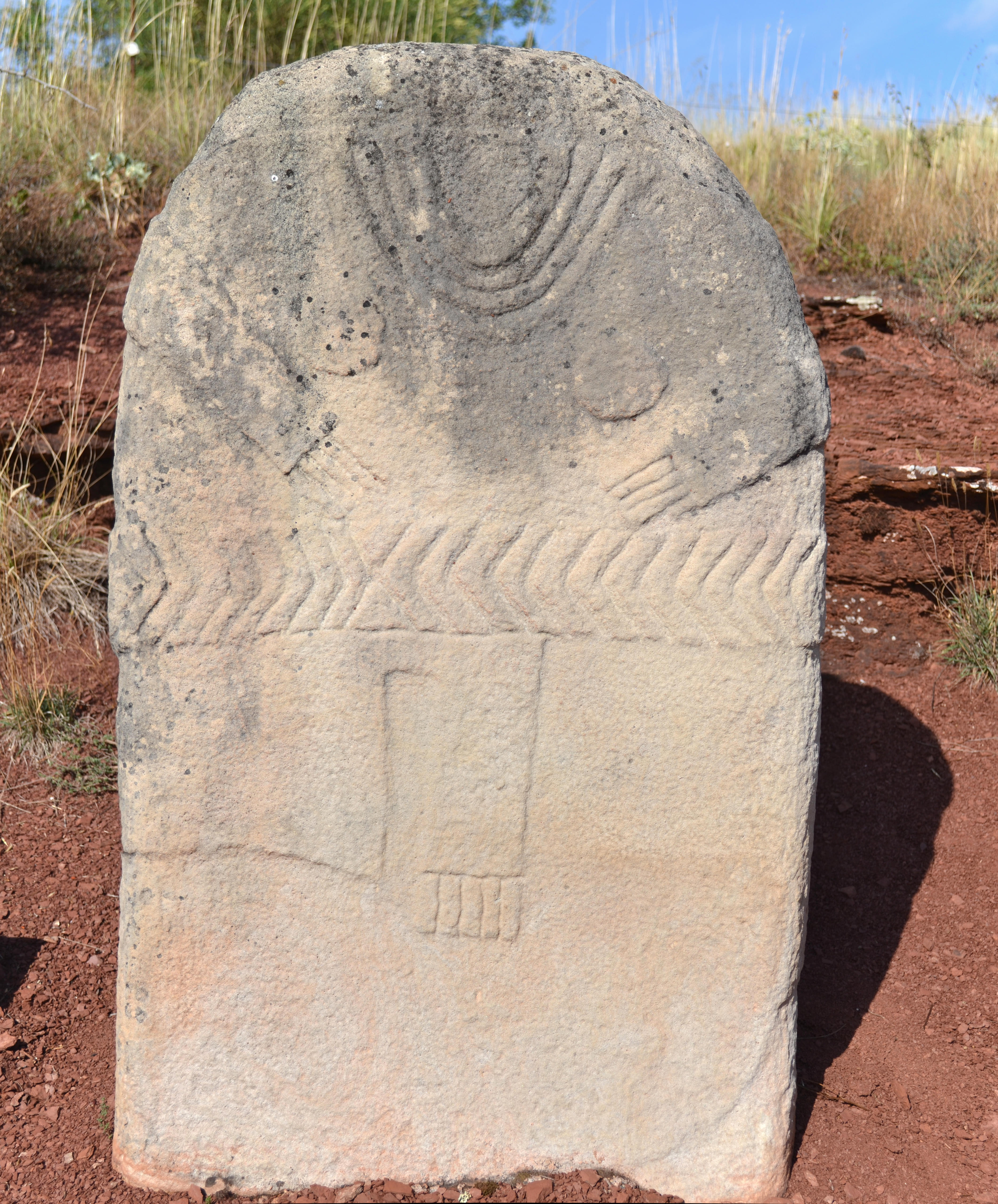
Statue-menhir d'Azaïs (copie).
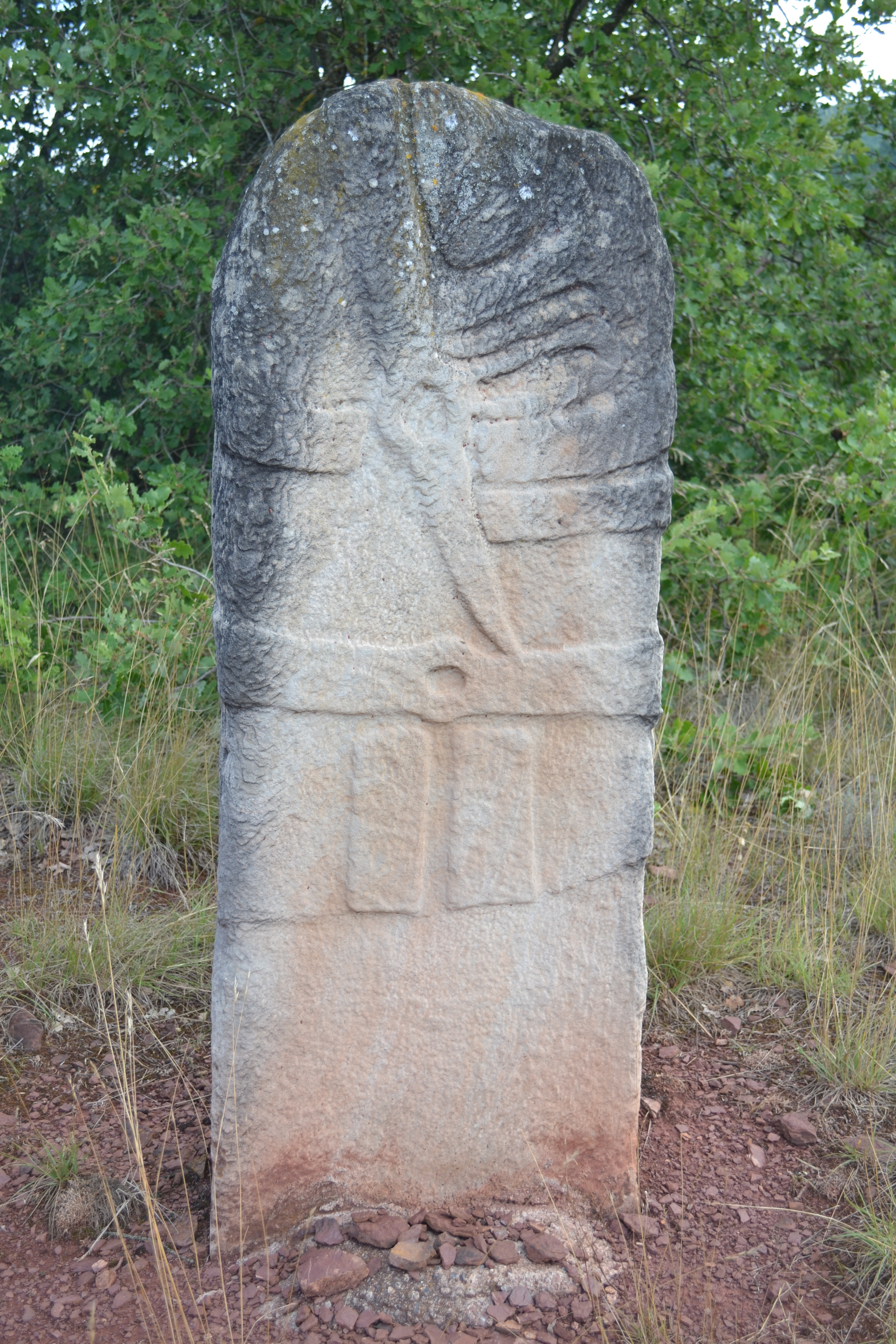
Statue-menhir de Saumecourte n°1 (copie).
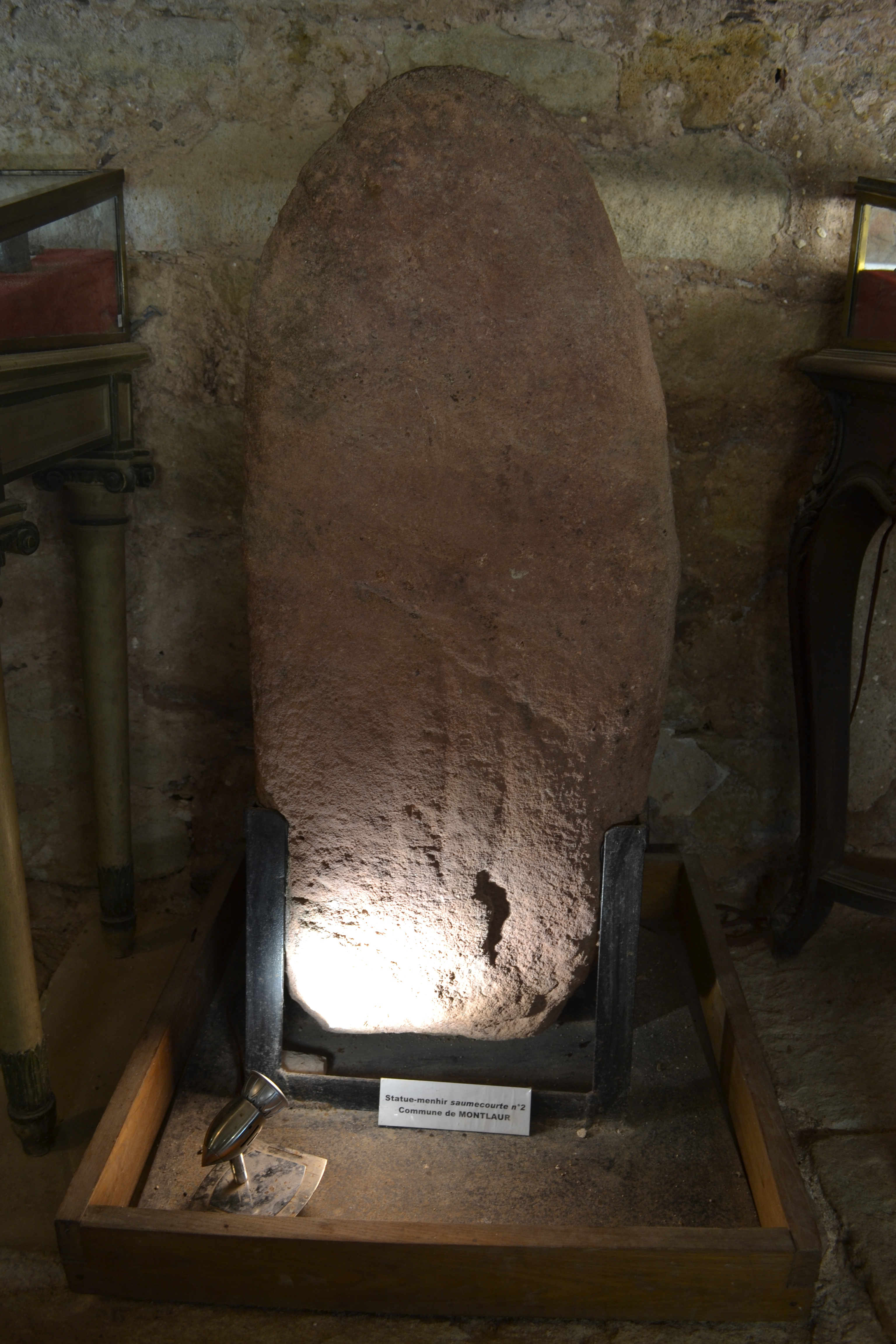
Statue-menhir de Saumecourte n°2 (copie).
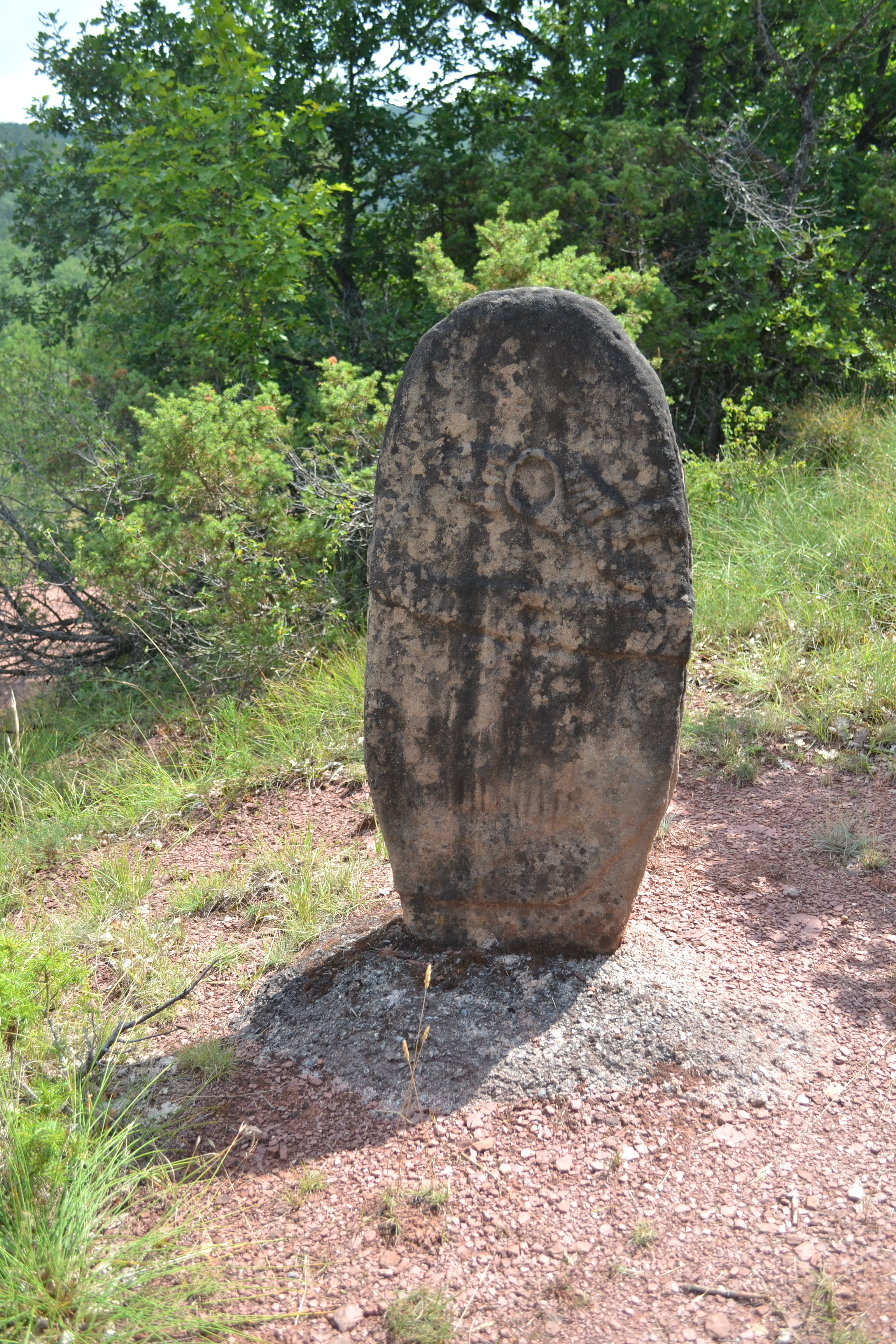
Statue-menhir de Saumecourte n°3 (copie).
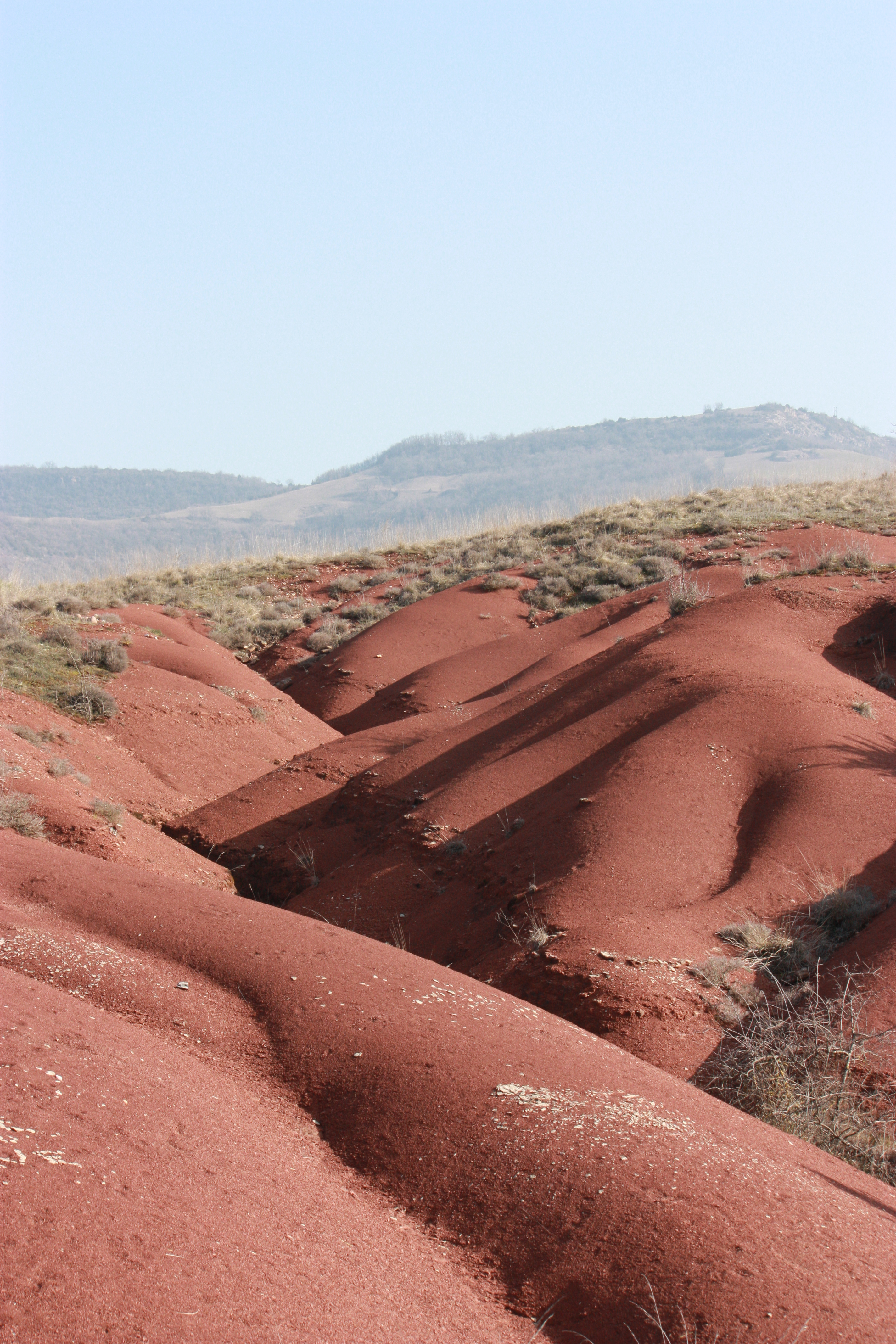
Vallon du Rougier.